# Льюїс Бейкер
Льюїс Бейкер (англ. Lewis Baker, нар. 25 квітня 1995, Лутон) — англійський футболіст ямайського походження, півзахисник клубу «Сток Сіті».
Виступав, зокрема, за клуби «Вітесс» та «Челсі», а також молодіжну збірну Англії.

## Клубна кар'єра
Народився 25 квітня 1995 року в місті Лутон, де і розпочав займатись футболом у клубі «Лутон Таун». 2005 року у віці 10 років приєднався до юнацької академії «Челсі». У 2012 році допоміг своєму клубу виграти Молодіжний кубок Англії та підписав свій перший контракт. У сезоні 2012/13 допоміг своєму клубу дійти до фіналів Молодіжного кубка Англії та NextGen Series, в якому його визнали найкращим гравцем турніру. У сезоні 2013/14, виступаючи за молодіжну команду «Челсі», Бейкер став чемпіоном Англії, забивши у фіналі плей-оф на «Олд Траффорд» переможний гол у ворота «Манчестер Юнайтед».

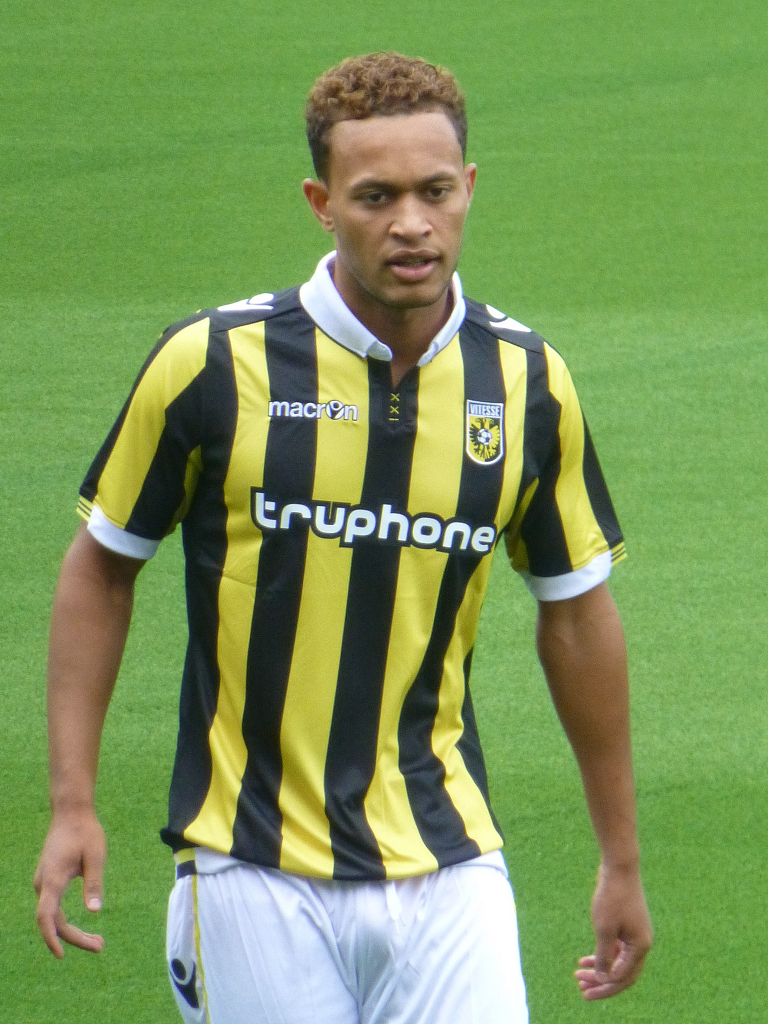
Льюїс Бейкер під час виступів за «Вітесс». 2015 рік.

5 січня 2014 року дебютував за першу команду «Челсі» в офіційній грі третього раунду Кубка Англії проти «Дербі Каунті» (2:0), замінивши Оскара на 87-й хвилині. Наприкінці сезону Льюїс був названий найкращим молодим гравцем «Челсі», а його гол у ворота молодіжної команди «Арсеналу» був визнаний найкращим у клубі. 29 серпня 2014 року Бейкер підписав новий п'ятирічний контракт і був заявлений на сезон 2014/15 за основну команду. Втім до кінця року Льюїс так і не зіграв жодного матчу, тому другу половину сезону провів в оренді у нижчолігових клубах «Шеффілд Венсдей» та «Мілтон-Кінс Донс».
26 червня 2015 року Бейкер перейшов у нідерландський «Вітесс» на правах оренди терміном на один сезон. 30 липня дебютував за клуб, вийшовши в основному складі на перший матч 3-го кваліфікаційного раунду Ліги Європи УЄФА проти «Саутгемптона» (0:3). 9 серпня дебютував в Ередивізі, вийшовши в основному складі на матч 1-го туру проти «Віллема II» (1:1) і провівши на полі весь матч. 14 серпня, забив перший гол за «Вітес» з пенальті на 45-й хвилині в матчі проти «Роди» (3:0). 21 лютого 2016 року він забив гол наприкінці гри проти «Де Графсхапа», врятувавши «Вітесс» від поразки місцевим суперникам. Наприкінці сезону цей гол був визнаний найкращим голом сезону у клубі. По його завершенні 24 червня 2016 року оренду Бейкера було продовжено і на наступний на сезон 2016/17. Там англієць продовжив лишатись основним гравцем і допоміг клубу виграти Кубок Нідерландів, обігравши у фіналі з рахунком 2:0 проти АЗ (Алкмаар), і таким чином здобувши перший трофей за 125-річну історію клубу. Крім того, Бейкер з 5 голами став найкращим бомбардиром турніру.
11 серпня 2017 року, після підписання нової п'ятирічної угоди з «Челсі», Бейкер приєднався на правах оренди до команди Чемпіоншипу «Мідлсбро», де провів наступний сезон, а у наступному сезоні 2018/19 грав також на правах оренди за інші команди другого англійського дивізіону «Лідс Юнайтед» і «Редінг».
24 липня 2019 року Бейкер на сезон був відданий в оренду з правом викупу в німецьку «Фортуну» (Дюссельдорф). Втім у новій команді англієць не зміг закріпитись і лише вісім разів зіграв у Бундеслізі та один раз у Кубку, через що дострокового взимку повернувся до Англії.
18 вересня 2020 на сезон був відданий в оренду в турецький «Трабзонспор». Наступного дня Бейкер дебютував за клуб, вийшовши у стартовому складі у грі проти «Денізліспора». Бейкер був основним гравцем команди, зігравши 36 матчів в усіх турнірах і допоміг їм перемогти «Істанбул Башакшехір» у Суперкубку Туреччини та здобути трофей.
З літа 2021 року Бейкер грав за «Челсі U23» у Трофеї Футбольної ліги, а 8 січня 2022 року Бейкер вдруге зіграв за основну команду «Челсі», вперше з 2014 року, вийшовши на заміну в переможному матчі Кубка Англії проти «Честерфілда» (5:1). Втім цей матч став останнім за рідну команду, оскільки вже 15 січня він перейшов у «Сток Сіті», підписавши контракт на 2,5 року. Наступного дня Льюїс дебютував за «гончарів», вийшовши на заміну в матчі проти «Галл Сіті» (2:0). Станом на 6 листопада 2023 року відіграв за команду з міста Сток-он-Трент 65 матчів в національному чемпіонаті.

## Виступи за збірні
2011 року дебютував у складі юнацької збірної Англії (U-17), загалом на юнацькому рівні взяв участь у 28 іграх, відзначившись 11 забитими голами.
Протягом 2015—2017 років залучався до складу молодіжної збірної Англії. У її складі 2016 року був учасником Турніру в Тулоні, де з 4 голами став найкращим бомбардиром змагання, а англійці здобули золоті нагороди. Всього на молодіжному рівні зіграв у 17 офіційних матчах, забив 8 голів.

## Титули і досягнення

### Командні
- Володар Кубка Нідерландів (1):

«Вітесс»: 2016/17
- Володар Суперкубка Туреччини (1):

«Трабзонспор»: 2020

### Особисті
Найкращий бомбардир Кубка Кубка Нідерландів: 2016/17(5 голів)